# Conte Grande (transatlantico)
Il Conte Grande è stato un transatlantico di linea italiano costruito a Trieste dallo Stabilimento Tecnico Triestino per conto del Lloyd Sabaudo. La nave aveva lo scafo che presentava una prua dritta, due alberi e due fumaioli. Dal 1942 al 1945, come preda bellica prestò servizio nella United States Navy, con il nome di USS Monticello (AP-61).

## Storia

### Primi anni di servizio
Varato il 29 giugno 1927, effettuò il viaggio inaugurale il 13 aprile 1928 sulla linea Genova - Napoli - New York.
Nel 1932 il Lloyd Sabaudo confluì nella nuova società Italia Flotte Riunite apportandovi, oltre ad altre navi, anche il Conte Grande che venne destinato al servizio di linea con il Sud America.
Dal 1933 al 1935 l'Illustre maestro Marcello Cortopassi fu direttore dell'orchestra sul Conte Grande. Nel 1935, al Comandante Cav. Mauriziano Vittorio Olivieri del Conte Grande dedicò la composizione: "Marcia Conte Grande",
Nel 1937 con la riorganizzazione della navigazione civile venne la società "Italia Flotte Riunite" entrò a far parte di Italia - Società di Navigazione, continuando ad essere impiegato sulle rotte dirette in America meridionale.

### USS Monticello (AP-61)

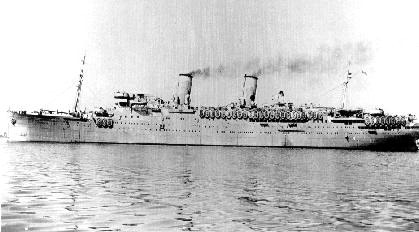
La nave sotto bandiera americana

All'entrata in guerra dell'Italia nella seconda guerra mondiale il 10 giugno 1940, la Conte Grande si trovava al largo delle coste del Brasile; su disposizione del console italiano in Brasile, entrò a Santos, dove fu internata. L’equipaggio, impossibilitato a proseguire l’attività a bordo, trovò temporaneamente impiego presso strutture ricettive e ristorative locali, mentre la manutenzione dell’unità fu affidata alla compagnia Lloyd Brasileiro, in conformità con gli accordi stabiliti con l’ambasciata italiana. All'inizio del 1942, tuttavia, a causa del deterioramento delle relazioni tra Brasile e Asse, la nave fu sequestrata dalle autorità brasiliane e, pochi mesi dopo, all'entrata formale in guerra del Brasile a fianco degli Alleati, l'equipaggio fu arrestato e internato a San Paolo.
Il 16 aprile 1942 il piroscafo fu rivenduto agli USA, che nel frattempo avevano già confiscato come preda bellica il gemello Conte Biancamano. La Conte Grande, ribattezzata USS Monticello fu trasformata in trasporto truppe. I lavori di riconversione vennero effettuati nei cantieri di Filadelfia e al termine la nave poteva alloggiare fino a settemila uomini. La nave venne armata con un cannone da 127/38mm e 6 cannoni da 76/50mm antinave e antiaereei. Al termine dei lavori la nave entrò in servizio nella US Navy il 10 settembre dello stesso anno.
Sotto la bandiera americana la nave prese parte all'invasione del Nord Africa denominata Operazione Torch con le truppe trasportate che vennero sbarcate a Casablanca. Successivamente al rientro negli Stati Uniti venne destinata agli scenari del Pacifico dove venne utilizzata durante il 1943 e il 1944.
A partire dal 6 agosto 1945 venne destinata alla US Coast Guard fino al ritiro dal servizio, avvenuto il 22 marzo 1946 a Norfolk in Virginia.

### Il ritorno all'Italia

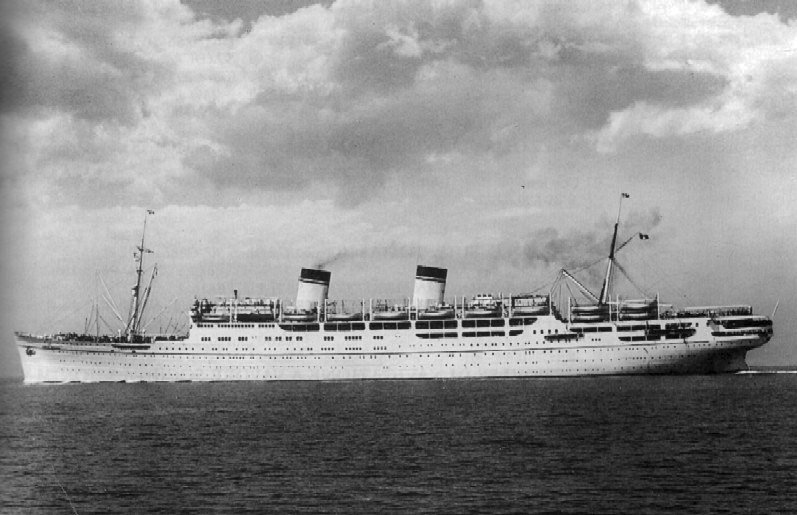
Il Conte Grande dopo il ritorno all'Italia

Poiché catturata dal Brasile prima dell'armistizio tra l'Italia e gli alleati e rivenduta agli Stati Uniti, la nave era legalmente di proprietà di questi ultimi. Dopo la guerra, quindi, insieme al gemello Conte Biancamano che aveva subito una sorte simile, il transatlantico venne restituito all'Italia tramite una trattativa confidenziale tra De Gasperi e Truman. L'accordo prevedeva che gli Stati Uniti mantenessero formalmente la proprietà delle due unità per un decennio, mentre l'Italia le avrebbe riacquisite attraverso un contratto di noleggio a riscatto, con un canone simbolico di un dollaro all'anno.
Nel 1947 la nave venne riportata in Italia e riprese il nome originario Conte Grande. Dopo lavori di riallestimento venne nuovamente destinata alla linea del Sudamerica sino al 1960. Nel dicembre di quell'anno venne noleggiata al Lloyd Triestino, con cui navigò fino alla dismissione.
Nel 1962 la nave venne avviata alla demolizione a La Spezia.

## Navi gemelle
- Conte Biancamano